# 送電事業者
送電事業者（そうでんじぎょうしゃ）は、日本の電気事業法に定められた電気事業者の類型の一つで、経済産業大臣から送電事業を営む許可を受けた者をいう。送電線、変電所などを維持、運用し、一般送配電事業者との契約に基づいて送電することを事業とする。2016年（平成28年）4月の制度発足時点では電源開発（J-POWER）のみであったが、2020年（令和2年）4月時点では3社が送電事業者に該当する。
送電事業とは、送電用の電気工作物により一般送配電事業者に振替供給（受電と同時に別の場所で同量の電気を供給すること）を行うことである。

## 送電事業者の一覧
1. 電源開発送変電ネットワーク株式会社
2. 北海道北部風力送電株式会社
3. 福島送電株式会社